# Peter Winter
Peter Winter, o von Winter (Mannheim, battezzato il 28 agosto 1754 – Monaco di Baviera, 17 ottobre 1825), è stato un compositore tedesco.

## Biografia
Peter Winter, figlio di un ufficiale al servizio del principe elettore di Mannheim, mostrò ben presto il suo talento musicale e la sua abilità nel suonare il violino, tant'è che già alla tenera età di 10 anni entrò a far parte della celebre orchestra di corte. Tra i suoi insegnanti si ricorda in particolar modo Anton Joseph Hampel. Nel 1771 per la prima volta venne nominalmente menzionato in un decreto come violinista e nel 1773 riportato come contrabbassista; infine nel 1776 acquisì permanentemente la posizione di violinista. Nonostante avesse questo incarico fisso negli anni giovanili ebbe da far fronte a diversi problemi economici, tanto più che la morte del padre, sopraggiunta nel 1772, egli dovette provvedere anche a sua madre. Nonostante non avesse ricevuto lezioni di composizioni, sembra che agli inizi della sua carriera Winter fosse attivo come compositore di musica strumentale. Per un breve periodo fu allievo del vice-Kapellmeister Georg Joseph Vogler (futuro fondatore della Mannheim Tonschule), ma non molto tempo dopo si dissociò da costui. Durante la sua attività nell'ambito dell'orchestra di Mannheim venne in contatto con l'opera contemporanea, in particolare con le opere serie di Johann Christian Bach, di Anton Schweitzer e di Ignaz Holzbauer e con i melodrammi di Georg Benda, i quali attrassero la sua attenzione.
Nel 1778 vi fu per Winter una cambiamento di vita decisivo: la corte dell'elettore, con l'intero organico musicale, si spostò a Monaco e Winter venne elevato a direttore dell'orchestra. Inoltre costui ebbe il compito di dirigere le opéras comiques che la compagnia teatrale Marchand rappresentava con testo del libretto tradotto in tedesco al deutsche Schaubühne. L'atmosfera culturale monacense fu uno stimolo sia per la prospettiva generale che per il suo sviluppo musicale; fu in questo periodo che avvenne il primo incontro con Wolfgang Amadeus Mozart, del quale fu rappresentato l'Idomeneo nel 1781 proprio nella capitale bavarese.
Winter cominciò dunque a comporre per il palcoscenico, scrivendo balletti e melodrammi seguendo il modello di Benda. In occasione di un viaggio che intraprese con il clarinettista Franz Tausch a Vienna tra il 1780 e il 1781 entrò in contatto, grazie ad Antonio Salieri, con la maniera del bel canto italiano, portando poi magistralmente alla perfezione la scorrevole cantabilità di questo stile. Sempre a Vienna ebbe modo di incontrò nuovamente e più volte Mozart, evidentemente in svariate circostanze.
Poco dopo il suo ritorno a Monaco, nel 1782, fece il suo debuttò operistico con Helena und Paris, ma fu un fiasco, così come avvenne per il Bellerophon, messo in scena tre anni dopo. Nel 1787 venne nominato vice-Kapellmeister e nel 1798 fu elevato a Kapellmeister di corte, posizione che tenne fino alla morte.
Nonostante i suoi insuccessi iniziali continuò a comporre opere e diversi anni più tardi lasciò Monaco e decise di farsi una nomea di operista in altre città europee. Tra il 1791 e il 1794 visitò Napoli e Venezia (città nella quale conobbe l'allora giovane Johann Simon Mayr) e tra il 1795 e il 1798 fu a Praga e nuovamente a Vienna, dove nel 1796 ottenne il suo primo grande successo con Das unterbrochene Opferfest.
Rientrato a Monaco acquisì un'elevata reputazione che si diffuse ben oltre la capitale bavarese, nonostante i seguenti lavori operistici prodotti per Monaco ricevettero solo un limitato entusiasmo. Tra il 1804 e il 1805 tre sue opere basate su libretti di Lorenzo Da Ponte furono ben accolte a Londra, mentre Tamerlan (1802) e Castor et Pollux (1806, traduzione de Il trionfo dell'amor fraterno) incontrarono l'indifferenza del pubblico francese a Parigi. Nel 1809 Winter soffrì assai per l'insuccesso di quello che considerava il suo miglior lavoro teatrale, l'opera eroica Colmal.
Negli anni seguenti si dedicò sempre più alla composizione di musica sacra e all'insegnamento del canto. Al fine di onorare i suoi cinquant'anni di servizio nel 1814 gli venne conferito un titolo nobiliare personale (aggiunse così la particella "von" dinanzi al proprio cognome). Due anni dopo iniziò un viaggio di concerti in Germania settentrionale e in Italia con la sua allieva Clara Metzger-Vespermann, la quale successivamente divenne una celebre cantante. Dopo la sua ultima opera per il Nationaltheater (Monaco di Baviera), Der Sänger und der Schneider, si ritirò dall'ambiente operistico e negli ultimi suoi anni di vita rimase attivo solamente come compositore di musica chiesastica.

## Considerazioni sull'artista

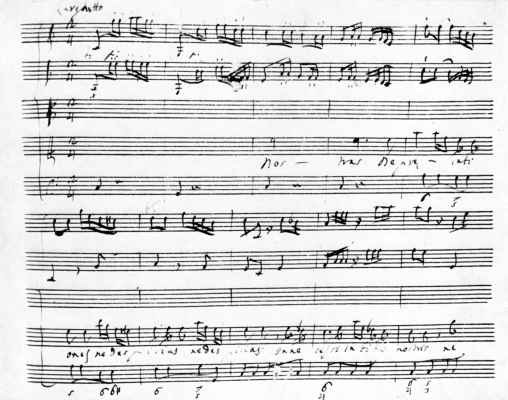
Pagina autografa dell'inizio del Larghetto Nostras deprecationes ne despicias dalla cantata Sub tuum praesidium per soli, coro a 4 voci, 2 corni, archi e organo.

Winter fu nella sua epoca una delle personalità musicali più stimate attive presso la corte di Monaco, in particolar modo dopo la rappresentazione del suo primo vero successo operistico, Das unterbrochene Opferfest; tra i suoi collaboratori in questo ambito si contarono sia Schikaneder (a Vienna) che Da Ponte (a Londra). Nonostante ciò i suoi contemporanei, come Mozart, Spohr, Mayerbeer e Weber, ebbero un'opinione negativa sul suo conto, principalmente a causa del suo carattere assai difficile. In gioventù guadagnò la nomea di buon violinista, anche se in seguito fu noto internazionalmente principalmente come compositore d'opera.
La produzione operistica di Winter riflette una chiara idea dell'evoluzione del genere durante il periodo a cavallo tra il XVIII e il XIX secolo, durante il quale l'opera tedesca costituiva un punto d'incontro tra la corrente opera italiana e forme originali proprie. Nonostante fosse un compositore dotato di un'elevata abilità, non ebbe la genialità di selezionare tra le diverse tipologie operistiche di ciò che necessitava e di imprimere nelle proprie composizioni il sigillo della propria personalità creativa. Winter fu sì un operista versatile che scrisse opere italiane sia serie sia buffe, tragédie lyrique francesi e Singspiel tedeschi e comunque lavori che seguivano il gusto operistico dell'epoca, ma si attenne sempre agli schemi e canoni tradizionali.

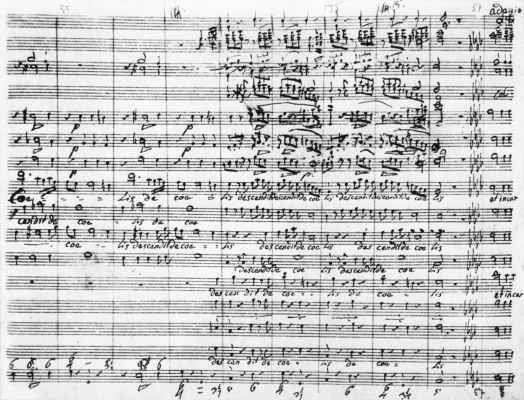
Pagina autografa dal Credo in fa maggiore per 4 solisti, coro a 4 voci, 2 flauti, 2 oboi, 2 fagotti, 2 corni e archi.

La musica sacra di Winter è notevole per la sua tranquillizzante serietà nonché per la sua elevata semplicità. Egli non sottopose mai questi suoi lavori al trattamento del contrappunto.
Le sue composizioni strumentali (sinfonie, concerti per vari strumenti, svariati generi di musica da camera) furono per lo più scritte nei suoi anni giovanili e non sono particolarmente importanti. I lavori della maturità sono caratterizzati da uno stile melodico cantabile e scorrevole e presentano una struttura generalmente semplice.

## Composizioni

### Opere
- Cora und Alonzo (melodrama, libretto di J. M. von Babo, 1778, Monaco)
- Lenardo und Blandine (melodrama, libretto di J. F. von Göz, dopo G. A. Bürger, 1779, Monaco)
- Reinhold und Armida (melodramma, libretto di J. M. von Babo, basato sulla Gerusalemme liberata di Torquato Tasso, 1780, Monaco)
- Helena und Paris (ernsthaftes Spiel, libretto di K. J. Förg, dopo Ranieri de' Calzabigi, 1782, Monaco)
- Das Hirtenmädchen (Spiel, libretto di H. Braun, 1784, Monaco)
- Der Bettelstudent, oder Das Donnerwetter (Spiel, libretto di P. Weidmann, basato su La cueva de Salamanca di Miguel Cervantes, 1785, Monaco)
- Bellerophon (ernsthaftes Spiel, libretto di J. F. Binder von Krieglstein, 1785, Monaco)
- Circe (opera seria, libretto di D. Perelli, mai rappresentata)
- Medea und Jason (melodrama, libretto di A. C. von Törring-Seefeld, 1789, Monaco)
- Psyche (heroisches Spiel, libretto di K. F. Müchler, 1790, Monaco)
- Jery und Bäteli (Spiel, libretto di Johann Wolfgang von Goethe, 1790, Monaco)
- Das Lindenfest, oder Das Fest der Freundschaft (operetta, mai rappresentata)
- Scherz, List und Rache (Scapin und Scapine) (Spiel, libretto di Johann Wolfgang von Goethe, 1790, Monaco)
- Catone in Utica (dramma per musica, libretto di Pietro Metastasio, 1791, Venezia)
- Antigona (opera seria, libretto di Marco Coltellini, 1791, Teatro San Carlo di Napoli con Brigida Giorgi Banti)
- Il sacrifizio di Creta, ossia Arianna e Teseo (dramma per musica, libretto di Pietro Pariati, 1792, Venezia)
- I fratelli rivali (dramma giocoso, libretto di M. Botturini, 1793, Venezia)
- Belisa, ossia la fedeltà riconosciuta (dramma tragicomico, libretto di A. Pepoli, 1794, Venezia)
- Die Thomasnacht (komische Oper, 1795 Bayreuth)
- Ogus, ossia Il trionfo del bel sesso (Il tartaro convinto in amore) (dramma giocoso, libretto di Giovanni Bertati, 1795, Praga)
- I due vedovi (libretto di Giovanni De Gamerra, 1796, Vienna)
- Das unterbrochene Opferfest (Il sacrifizio interrotto; Le sacrifice interromptu; The Oracle, or The Interrupted Sacrifice) (heroisch-komische Oper, libretto di F. X. Huber, 1796, Vienna)
- Babylons Pyramiden (heroisch-komische Oper, libretto di E. Schikaneder, 1797, Vienna)
- Pigmalione (dramma semiserio, 1797, Monaco)
- Das Labyrinth, oder Der Kampf mit den Elementen (Die Zauberflöte, zweiter Theil) (heroisch-komische Oper, libretto di E. Schikaneder, 1798, Vienna)
- Der Sturm (grosse Oper, libretto di F. X. Kaspar, basato su La tempesta di William Shakespeare, 1798, Monaco)
- Marie von Montalban (ernsthaftes Spiel, libretto di K. Reger, dopo J. N. Komarek, 1800, Monaco)
- Tamerlan (libretto di E. Morel de Chédeville, basato su L'orphelin de la Chine di Voltaire, 1802, Opéra national de Paris)
- La grotta di Calipso (opera seria, libretto di Lorenzo Da Ponte, 1803, Londra)
- Il trionfo dell'amor fraterno (opera seria, libretto di Lorenzo Da Ponte, 1804, Londra)
- Il ratto di Proserpina (opera seria, libretto di Lorenzo Da Ponte, 1804, Londra)
- Zaire (libretto di Lorenzo Da Ponte, dopo Voltaire, 1805, Londra)
- Der Frauenbund (komische Oper, libretto di J. M. von Babo, 1805, Monaco)
- Die beiden Blinden (Spiel, libretto di F. von Holbein, 1810, Monaco)
- Salomons Urtheil (1808, Monaco)
- Colmal (heroische Oper, libretto di M. von Collin, dopo Ossian, 1809, Monaco)
- Die Pantoffeln (Spiel, libretto di J. F. Schink, 1811, Amburgo)
- Maometto (tragedia lirica in 2 atti, libretto di Felice Romani, dopo Voltaire, 1817, Teatro alla Scala di Milano con Carolina Bassi, Domenico Donzelli e Filippo Galli (basso))
- I due Valdomiri (opera seria, libretto di Felice Romani, 1817, Teatro alla Scala di Milano con Claudio Bonoldi)
- Etelinda (opera semiseria, libretto di Gaetano Rossi,  1818, Teatro alla Scala di Milano)
- Der Sänger und der Schneider (Spiel, libretto di F. von Drieberg, 1820, Monaco)

### Balletti
Tutti rappresentati a Monaco.
- Pyramus und Tisbe (1779)
- La mort d'Hector (1779)
- Die Liebe Heinrichs IV. und der Gabriele oder Die Belagerung von Paris (1779)
- Der französische Lustgarten (1779)
- Baierische Lustbarkeiten oder Die Heirat durch Gelegenheit (1779)
- Ines de Castro (1780)
- Vologesus (Il trionfo della verità) (1786)
- La mort d'Orphée et d'Euridice (1792)

### Musica vocale sacra
- Missa brevis
- Missa solemnis
- Missa (1799)
- Pastoralmesse (1805)
- Altre 22 messe
- Requiem per Giuseppe II per 4 voci e orchestra (1790)
- Missa di Requiem per 4 voci e orchestra
- Diversi salmi per voci soliste, coro e orchestra
- 2 Te Deum
- Stabat Matter
- Numerose parti di messe, offertori, inni, responsori, salmi e mottetti

### Musica vocale secolare
- Timoteo o Gli effetti della musica (Die Macht der Töne) (cantata, 1810)
- Die vier Tageszeiten (oratorio, 1811, Monaco)
- Germania (cantata, 1815, Monaco)
- Elysium (per 4 voci, testo di Friedrich von Schiller, Lipsia)
- Fantasie der Liebe (per soprano e coro, Lipsia)
- Triumph der Liebe (per 4 voci e tastiera, testo di Friedrich von Schiller, Lipsia)
- Das Waldhorn (per 4 voci, 2 violini, viola, 2 flauti e 3 corni, Lipsia)
- 9 canzonzetten, op.16 (Lipsia)
- 6 airs italiens avec paroles allemandes (Bonn)
- Numerose composizioni corali, duetti, lieder e canzonette

### Musica strumentale

#### Per orchestra
- Rondò con variazioni per fagotto (1810)
- Concerto per flauto (1813)
- 2 concerti per oboe (1814)
- Concerto per violino
- Concerto per fagotto
- Concert-Potpourri per violino
- Concertino in re min.
- Concertino per fagotto (Lipsia)
- Rondò per fagotto
- 3 sinfonie
- Sinfonia concertante per violino, clarinetto, fagotto, corno e orchestra
- Sinfonia concertante per violino, oboe, clarinetto, viola, fagotto, violoncello e orchestra
- Sinfonia concertante per 2 trombre, 2 corni, 2 flauti, 2 oboi, 2 violini, 2 viole, violoncello, basso e timpani
- Rondò per clarinetto, violoncello e orchestra

#### Da camera
- 13 divertimenti:
  - 12 per 2 violini, viola e violoncello
  - 1 per 2 violini, viola, violoncello e 2 corni
- 3 sonate:
  - 1 per violino, violoncello/fagotto e tastiera (Monaco)
  - 1 per violino e tastiera
  - 1 per pianoforte
- 6 quartetti per archi
- Quartetto per clarinetto, violino, viola e violoncello (Monaco)
- 3 quintetti per 2 violini, 2 viole e violoncello, op.6 (1802, Monaco)
- Sestetto per 2 violini, viola, 2 corni e basso, op.9 (1803, Lipsia)
- Sestetto per 2 violini, viola, oboe, 2 corni e basso (Parigi)
- Settetto per 2 violini, oboe/clarinetto, 2 corni, viola e violoncello, op.10 (Parigi e Lipsia)
- Ottetto per violino, viola, violoncello, flauto, clarinetto, fagotto e 2 corni (Lipsia)
- Partita per 2 oboi, 2 clarinetti, 2 corni e 2 fagotti (Vienna)
- Trio per tastiera, violino e fagotto
- 2 pezzi per strumenti a fiato